# 十合鄉
十合鄉，是四川省鄰水縣曾经下辖的一个乡。

## 沿革[1][2]
- 道光後，增設十合場。
- 民國4年(1915年)，因地方不靖，設5個保衛區，以維持治安。全縣共49鄉，十合鄉屬第二保衛區，駐石合場（今石永鎮境內）。
- 後裁并入石永鄉。